# Jadralno letalo
Jadrálno letálo (tudi jadrílica) je letalo brez pogonskega motorja in je težje od zraka. 

## Osnovni tipi jadralnih letal
Ločimo dva tipa jadralnih letal:
- Letala, ki se lahko le spuščajo; energijo za premikanje jim da sila gravitacije. Mednje sodi tudi ameriško vesoljsko plovilo Space Shuttle, ki se v končni fazi poleta spušča proti pristajalni stezi. Mednje sodijo tudi jadralna letala, s katerimi so zavezniki prevažali desantne enote. Ta so privlekla do cilja motorna letala (bombniki).
- Letala, ki lahko tudi pridobivajo višino s pomočjo zračnih tokov. Tu so mišljena predvsem športna jadralna letala. Tudi splošno ime »jadralna letala« se po navadi nanaša na to vrsto letal.

V angleščini ti dve vrsti jadralnega letenja opisujeta besedi gliding, ki pomeni drsni let, beseda soaring pa opisuje jadralno letenje z možnostjo pridobivanja višine.

## Konstrukcija jadralnih letal
Osnovna konstrukcija današnjih jadralnih letal so dolga ravna krila z laminarnim profilom (po navadi zaključena z zaključki kril - winglets) in vitek trup, kar prispeva k zmanjšanju zračnega upora. Na jadralnih letalih pa se za zmanjšanje zračnega upora poleg že omenjenih uporabljajo tudi drugi prijemi, kot npr. zatesnitev rež okrog krmilnih površin (prepreči pretakanje zraka skozi reže iz spodnje na zgornjo stran krila) in turbulatorji (slednji na določenem mestu povzročijo prehod laminarnega toka zraka čez krila v turbulentni tok).  
Za izdelavo jadralnih letal so največ v uporabi lahki materiali, predvsem kompoziti, ojačani z ogljikovimi, kevlar ali steklenimi vlakni. Ti materiali ob majhni teži zagotavljajo tudi ustrezno trdnost.
Prva jadralna letala so imela leseno konstrukcijo prevlečeno s platnom ali lesom. Kasnejša  jadralna letala so bila tudi kovinska. Ker pa imata les in kovinski materiali precej pomanjkljivosti (npr. manjša odpornost na vplive iz okolja, težavnost izdelave gladkih površin, itd), so z napredkom tehnologije v rabo prišli moderni kompozitni materiali.
Vseeno pa imajo tudi plastična jadralna letala močno obremenjene dele (kot so npr. pogoni krmilnih površin, sorniki in podvozje) izdelane iz kovine.
Pri praktično vseh tipih plastičnih jadralnih letal se v krilih in v repu nahajajo rezervoarji za vodni balast, ki pripomore k boljši zmogljivosti letala v zelo dobrem vremenu, saj se najboljše drsno razmerje letala premakne v smeri višjih hitrosti. Če vremenski pogoji niso dovolj dobri, pa ima pilot možnost vodo izpustiti.
Pomemben podatek jadralnih letal je tudi drsno razmerje ali finesa, ki pomeni razmerje med preleteno razdaljo in izgubo višine na tej razdalji. Finesa, ki je podana v različnih virih, je  določena za popolnoma mirno ozračje (tj. brez dviganj, spuščanj ali vetra). Najboljša jadralna letala imajo  fineso okrog 60 (pomeni, da z višine enega kilometra preletijo 60 km), pri večini novejših jadralnih letal pa se običajno giblje nekje med 40 in 50.
Seveda pa to razmerje ni vedno konstantno, temveč se spreminja s hitrostjo letala ter hitrostjo dviganja ali spuščanja okoliškega zraka.

## Razredi jadralnih letal
Z razvojem jadralnih letal so stroški njihove izdelave oziroma nakupa začeli zelo naraščati in najboljša jadralna letala so si lahko privoščili le še najpremožnejši piloti in aeroklubi. Da bi jadralno letalstvo ostalo dostopno širšemu krogu pilotov, je Mednarodna letalska zveza FAI razdelila jadralna letala v razrede in tako zagotovila primerljive tekmovalne pogoje za različna jadralna letala:
- Odprti razred je razred jadralnih letal, kjer praktično ni konstrukcijskih omejitev (edina omejitev je največja masa 850 kg) in v ta razred sodijo najzmogljivejša jadralna letala. Ta jadralna letala so povezana z visokimi stroški razvoja in nizkoserijsko proizvodnjo, kar pomeni zelo visoko ceno.

- FAI 15 m razred ima omejitev razpona kril 15 m in največjo maso 525 kg, dovoljena je uporaba naprav za povečanje vzgona, kot so zakrilca.

- Standardni razred ima omejitev razpona 15 m, zakrilca niso dovoljena. Kljub temu ni večje razlike v sposobnostih med letali standardnega in 15 m razreda.

- FAI 18 m razred ima omejitev razpona 18 m in maksimalno maso 600 kg. Ta razred je nastal iz FAI 15 m razreda, ko so se pocenili materiali za izdelavo jadralnih letal. V tem razredu se tudi največ pojavljajo verzije s pomožnim motorjem, saj večji razpon kril omogoča povečano maso letala brez opaznega poslabšanja letalnih sposobnosti. Danes je to eden najpopularnejših razredov.

- Razred dvosedov se je ponovno pojavil v zadnjem času, čeprav so ta razred ukinili leta 1956. Omejitev v tem razredu je razpon 20 m.

- Klubski razred združuje jadralna letala starejšega tipa, ki na tekmovanjih niso več konkurenčna novejšim jadralnim letalom iz ostalih razredov. Ena od omejitev je prepoved uporabe vodnega balasta. Ker pa ostalih jasnih in enotnih omejitev za letala v tem razredu ni, se v tem razredu pojavljajo precejšnje razlike v sposobnostih jadralnih letal, zato se po navadi uvede handicap faktor. Letala z višjim faktorjem morajo v primerjavi z letali z nižjim faktorjem opraviti hitrejši (ali daljši) prelet. V tem razredu lahko nastopi veliko tipov letal, zato je zelo priljubljen.

- Svetovni razred je bil novejši razred, ki je nastal v začetku 90. let prejšnjega stoletja. Nastal je zaradi domneve FAI, da bodo tekmovanja postala zanimivejša in dostopnejša ob uporabi le enega tipa jadralnega letala, ki bi bilo ceneno, s povprečno zmogljivostjo in enostavno upravljivo. Prvo in tudi edino letalo v tem razredu je bilo poljsko letalo PW-5 Smyk, katerega cena je bila enaka ali celo višja od cene rabljenih letal z boljšimi zmogljivostmi. Tekmovanja v tem razredu so bila posledično sorazmerno slabo obiskana, zato je bil s 1. oktobrom 2014 ta razred ukinjen in zamenjan s FAI 13,5 m razredom.

- FAI 13,5 m razred združuje letala z največjim razponom kril 13,5 m in možnostjo uporabe vodnega balasta, krilna obremenitev pa ne sme presegati 35 kg/m2.

## Letenje brez pomoči motorja
Jadralno letalo se giblje na račun pretvorbe potencialne energije v kinetično energijo. Zato jadralno letalo stalno drsi proti tlom pod določenim kotom (ki je odvisen tudi od hitrosti, mase in stanja okoliškega zraka) in na ta način izgublja višino. Vendar s pomočjo zračnih mas, ki se dvigajo hitreje od lastnega padanja jadralnega letala, lahko pridobi višino in tako ostane v zraku dalj časa. Najbolj pogosti načini za pridobivanje višine so naslednji:
Termika
Eden od osnovnih načinov pridobivanja višine je termika, kar pomeni zračno maso, katere gostota se zaradi višje temperature od temperature okolice zmanjša in zrak se zato prične dvigati. Jadralni piloti termiko izkoriščajo s kroženjem v dvigajočem se zraku.
Piloti pri iskanju termičnega dviganja iščejo terene, kjer je možno ogrevanje in odlepljenje toplega zraka od tal ter indikatorje, kot so kumulusi in meglice, prašni vrtinci v suhih pokrajinah, itd. Med letenjem pa bližino termičnega dviganja označujeta tudi območje močnejšega spuščanja zraka in turbulenca.
Kroženje v termiki pa ni vedno enostavno, saj le v redkih primerih nastane idealno termično dviganje v obliki homogenega stebra. Pilot zato s preiskovanjem območja termičnega dviganja in prestavljanjem letala v območje boljšega dviganja v centru termike (t. i. centriranjem) skuša najti čimboljše dviganje, kar mu omogoča hitrejše pridobivanje višine. Pri iskanju najboljšega dviganja pilot lahko uporablja občutek za nenadne pospeške, ki so lahko posledica prisotnosti dviganja in indikacijo variometra.
Pobočni vzgornik
Pobočni vzgornik nastane, ko se veter, ki piha pravokotno na pobočje, ob stiku s pobočjem preusmeri navzgor, kar pomeni, da se začne dvigati ob pobočju. Ta način pridobivanja višine se uporablja že od samega začetka jadralnega letenja.
Pobočni vzgornik pilot izkorišča z letenjem blizu pobočja v obliki osmic oz. s kroženjem v dvigajočem se zraku nad grebenom. Pri tej vrsti dviganja je možno opravljati dolge prelete, ta način pa je bil tudi že uporabljen za postavljanje hitrostnih rekordov. Ima pa to pomanjkljivost, da pobočni vzgornik po navadi ne seže tako visoko, kot termično dviganje in je obenem omejen le na določene geografske lokacije (gorski predeli). Veter ob pobočju pa lahko ustvari tudi turbulenco in zahrbtne vrtince (še posebej, če pobočje ni dovolj gladko). Na prisojnih pobočjih pa se pobočni vzgornik lahko združi s termičnim vzgornikom in nastane kombinacija obeh vzgornikov, ki lahko doseže večjo višino, kot sam pobočni vzgornik.
Zavetrni valovi
Poleg opisanih načinov je možno tudi pridobivanje višine s pomočjo zavetrnih valov, ki lahko v ustreznih vremenskih pogojih nastanejo na zavetrni strani gorskih grebenov ob močnem vetru.  Jadralno letalo na ta način lahko hitro doseže precejšnjo višino (rekord je že preko 15000 m), saj dviganja v ugodnih razmerah lahko dosežejo (ali celo presežejo) 10 m/s (odvisno tudi od geografske lokacije). Ta način pridobivanja višine je nekoliko podoben pobočnemu dviganju in ga pilot zato izkorišča na podoben način kot pobočno dviganje.
Posebna vrsta zavetrnih valov pa lahko nastane, če veter piha pravokotno na smer kumulusne ceste, ki v tem primeru predstavlja podobno oviro, kot gorski grebeni. S tem je omogočen nastanek valov tudi na lokacijah, ki nimajo gorskih grebenov. 
V povezavi z jadranjem na valovih je možno tudi pridobivanje višine s pomočjo rotorjev, ki predstavljajo izredno turbulentne horizontalne vrtince, ki nastanejo na zavetrni strani gorskih grebenov ob močnejšem vetru. Ta dviganja v gorskem svetu dostikrat zaznamujejo raztrgani rotorni oblaki. Dviganje v rotorjih je po navadi precej močno in ozko, na zavetrni strani rotorja pa se pojavlja močno spuščanje zraka. Ta način pridobivanja višine se po navadi uporablja za vstop na valove, vendar predstavlja večjo obremenitev za letalo.

## Vzlet jadralnega letala
Za vzlet se večinoma uporabljajo tri metode:
- Metoda aerozaprege  uporablja vleko jadralnega letala z močnejšim motornim letalom; obe letali sta povezani z vrvjo dolžine več deset metrov. Pilot jadralnega letala na ustrezni višini oz. v vzgorniku odpne vrv ter začne prosto jadrati. Vrv lahko v nujnih primerih popusti tudi vlečno letalo. Med letom v zapregi mora pilot jadralnega letala leteti brez večjih odklonov od poti vlečnega letala, sicer lahko pride do težav, sploh v primeru, da jadralno letalo leti bistveno višje od vlečnega letala. Ta način vzleta omogoča pridobivanje poljubne višine in takojšen vstop v območje dviganja.

- Vzlet s pomočjo vitle uporablja vitel na tleh, ki hitro navije cca. 1000 metrov jeklenice, na katero je pripeto jadralno letalo. Tak vzlet je precej hiter in tudi pridobivanje višine je hitrejše. Metoda, ki se precej uporablja v nekaterih evropskih državah (predvsem za šolanje), je tudi veliko cenejša od vleke z motornim letalom. Vendar je dolžina poleta majhna, če pilotu po odmetu vrvi ne uspe najti termike ali drugega dviganja, saj je pridobljena višina po tej metodi le 300 - 500 metrov (odvisno od dolžine vrvi). Uporaba vitla pomeni tudi nekoliko povečano obremenitev jadralnega letala v primerjavi z aerozaprego. Podoben vzletu z vitlo je tudi vzlet z avtovleko, kjer vlečno vrv vleče avtomobil.

- Jadralna letala s pomožnim motorjem so danes precej priljubljena, saj za njihov vzlet ni potrebno vlečno letalo ali vitla, temveč večinoma lahko poletijo sama. V zraku se motor in propeler pospravita v trup in letalo nato leti kot klasično jadralno letalo. Za delovanje, zagon in zaustavitev motorja skrbi posebna elektronika, kar pilotu olajša rokovanje z motorjem. Obstajajo tudi jadralna letala s šibkejšimi motorji, ki služijo le podaljševanju doleta, nimajo pa zadostne moči za samostojen vzlet (za vzlet je zato potrebna ena od ostalih metod). Motor je koristen tudi v primeru, ko se pilot znajde zelo nizko in se lahko z zagonom motorja reši pred izvenletališkim pristankom. Ti motorji so danes že precej zanesljivi, vendar mora pilot kljub temu vedno imeti na dosegu teren za morebitni izvenletališki pristanek. Precej nesreč je namreč že nastalo zaradi odpovedi motorja nad neprimernim terenom.

- Vzlet s pomočjo napete elastike je danes skoraj opuščena metoda, ki je za vzlet uporabljala energijo napete gume. Zaradi sorazmerno nizke energije, ki jo zagotavlja napeta guma, je bila metoda uporabna le v primeru štarta z vrha hriba z ustreznim pobočjem.

## Preleti in tekmovanja z jadralnimi letali
Leta 1938 je bilo v Mariboru organizirano prvo državno prvenstvo Jugoslavije v jadralnem letenju.
Jadralna letala z napredkom tehnologije dandanes lahko dosegajo precejšnje dolžine preletov in zato razdalje, ki segajo preko 1000 km (rekord je že preko 3000 km), niso več nedosegljive.
Osnova tekmovanja z jadralnimi letali so preleti, tj. letenje med vnaprej določenimi točkami. Včasih so bila popularna tekmovanja tudi glede na preleteno razdaljo in trajanje poleta, in slednje je imelo za posledico nesreče zaradi izčrpanosti pilotov.
Zaradi napredka tehnologije se danes leti od štartne točke preko več obratnih točk na cilj, ki je blizu štarta. Tekmuje se predvsem, kdo bo hitreje obletel nalogo. Če pa so pogoji zelo slabi in nihče ne pride do cilja, zmaga pilot, ki obleti največji del naloge. Za dosego tega cilja je potrebno čim bolje izkoristiti dane vremenske pogoje, kar opisuje teorija optimalne hitrosti (angl. Speed to fly), ki jo je razvil ameriški jadralni pilot in inženir Paul McCready. Tekmovanja trajajo več dni, zmagovalec pa je pilot, ki na koncu zbere največje število točk. 
Ker klasična tekmovanja potekajo daleč od oči gledalcev ter uporabljajo laikom nerazumljiv sistem točkovanja in poljuben čas prečkanja štartne linije, je FAI uvedla FAI Sailplane Grand Prix, pri katerem vsi tekmovalci štartajo hkrati, zmaga pa tisti, ki prvi preleti ciljno linijo (podobno kot tekmovanja v avto-moto športih). Poleg tega imajo tekmovalci v letalih tudi sisteme za sledenje, ki služijo spremljanju tekmovalcev preko zaslona.
Podatki o preleteni poti so se včasih beležili s pomočjo opazovalcev na obratnih točkah (od takrat so se ohranile t. i. tekmovalne oznake na repu in krilih) in fotografiranjem obratnih točk iz predpisanega sektorja, danes pa s pomočjo certificiranih GPS zapisovalcev leta Arhivirano 2007-02-27 na Wayback Machine., ki so zaščiteni pred nepooblaščenim poseganjem v sam zapis leta in spreminjanjem podatkov.
Poleg klasičnih tekmovanj obstaja tudi online tekmovanje OLC, ki poteka po celem svetu. Tu si piloti sami definirajo nalogo, ki jo potem obletijo. Piloti nato na uradni strani OLC objavijo svoje dosežke, ki jih potrdijo z zapisom leta. Na podlagi dolžine preleta, kvalitete uporabljenega letala in števila obratnih točk se nato izvede točkovanje.
Dosežki v jadralnem letalstvu se nagrajujejo z značkami. Pogoje za pridobitev le-teh predpisuje mednarodna letalska zveza FAI:
- Srebrni C zahteva dolžino poleta 50 km, samostojno pridobitev višine (brez pomoči vlečnega letala) 1000 m in trajanje poleta 5 ur v enem letu. Pri tem ni dovoljena uporaba sodobnih navigacijskih naprav ali pomoč po radijski zvezi.
- Zlati C poleg trajanja poleta 5 ur zahteva tudi dolžino poleta 300 km ter pridobitev višine 3000 m.
- Diamanti so trije. Za pridobitev vseh treh diamantov se zahtevajo pridobitev višine 5000 m, prelet tipa cilj-povratek oz. trikotnik dolžine 300 km in prosti prelet dolžine 500 km.
- Značka za 1000 km se podeljuje za uspešen prelet razdalje 1000 km.
- Nad 1000 km razdalje se podeljujejo diplome za vsak let, ki je za mnogokratnik števila 250 daljši od 1000 km (npr. za 1000 km, 1250 km, 1500 km, itd).

## Učenje jadralnega letenja
Za letenje z jadralnim letalom je potrebno pridobiti dovoljenje za pilota jadralnega letala (SPL). Tečaji za pridobitev dovoljenja potekajo v večini letalskih klubov in sestojijo iz teoretičnega ter praktičnega dela.
Kandidati morajo biti za začetek šolanja stari minimalno 15 let, za pridobitev licence pa minimalno 16 let,  opraviti zdravniški pregled in pri tem izpolnjevati ustrezne zdravstvene pogoje, ki jih predpisuje mednarodna organizacija JAA. Za letenje z jadralnimi letali (in na splošno za športno letenje) zadošča zdravniško spričevalo 2. razreda, ki je nekoliko manj zahtevno od spričevala 1. razreda. Vseeno pa kandidat ne sme imeti kakšnih hujših bolezni, kot so težave s srcem, epilepsija, in podobno.

V teoretičnem delu kandidati najprej spoznajo teme kot so letalski predpisi, navigacija, meteorologija, radiokomunikacije, aerodinamika, teorija jadranja, izredni postopki, konstrukcija jadralnih letal, itd.
Po uspešno opravljenih izpitih iz teorije se začne začetni tečaj letenja, ki vsebuje cca. 40 štartov z inštruktorjem. V tem delu se učenec nauči postopkov pri vzletanju, osnovnega upravljanja letala in pristajanja. Ko učenec vse to obvlada v zadostni meri, lahko poleti samostojno in nato do konca osnovnega šolanja samostojno vadi vzletanje in pristajanje in tudi že trenira jadranje (t. i. iskanje in uporaba dviganj) v neposredni bližini letališča. Nato se začne učenje jadranja, kjer se pilot uči tehnik jadranja in uporabe dviganj tudi v hribih in dlje od letališča. Za prijavo na izpit za pridobitev licence mora kandidat naleteti najmanj 15 ur, podrobnosti pa so opisane v zakonodaji Arhivirano 2014-09-03 na Wayback Machine.
Državni izpit sestoji iz teoretičnega in praktičnega dela in po uspešno opravljenem izpitu kandidat dobi licenco pilota jadralnega letala, ki pa ni stalna, temveč zakonodaja za njeno ohranjanje predpisuje določeno količino letenja.